# Anastasia thành Sirmium
Thánh Anastasia (mất năm 304 sau Công Nguyên) là một vị thánh tử đạo của Kitô giáo. Bà mất tại Sirmium, thuộc tỉnh Pannonia Secunda (Serbia ngày nay). Trong Chính thống giáo Đông phương, bà được tôn là Saint Anastasia the Pharmakolytria (Ἁγία Ἀναστασία ἡ Φαρμακολύτρια), có nghĩa là Thánh Anastasia người giao thuốc.
Từ lâu, Anastasia đã được tôn sùng như một người chữa bệnh và thầy trừ tà. Thánh tích còn lại của bà đến hiện tại nằm trong Nhà thờ Thánh Anastasia ở Zadar, Croatia.
Bà là một trong bảy phụ nữ cùng với Đức Trinh Nữ Maria, được tưởng nhớ bằng tên trong Giáo luật La Mã về Thánh lễ.
Ngoài ra, tên của Anastasiya Nikolayevna của Nga là được đặt theo tên thánh Anastasia thành Sirmium.